# 12119 Мемаміс
12119 Мемаміс (12119 Memamis) — астероїд головного поясу, відкритий 13 липня 1999 року.
Тіссеранів параметр щодо Юпітера — 3,577.